# Георгицэ, Дмитрий Ефимович
Думитру Ефимович Георгицэ (Георгица, рум. Dumitru Gheorghiță ; 10 (23) февраля 1917, Кишинёв, Бессарабская губерния, Российская империя — 1987, там же) — молдавский советский композитор, музыкант и концертмейстер. Заслуженный работник культуры Молдавской ССР. Народный артист Молдавской ССР (1967). Лауреат Государственной премии Молдавской ССР в области литературы, искусства и архитектуры (1976).

## Биография
В 1927—1933 годах обучался в частной Кишинёвской консерватории «Униря» по классу трубы у А. А. Дьяченко. Играл на аккордеоне в музыкальных коллективах ресторанов «Boldur» (1930—1932), «Belvenu» (1932—1939), «Трианон» (1939—1940), кинотеатра «Одеон » (1940), «Мулен Руж» (1941—1942), «Современный» (1942—1943).
С 1940 года — солист и концертмейстер оркестра «Фолклор» Молдавского радио. Работал аккордеонистом в оркестре и оркестре народной музыки Радиотелевидения в Кишинёве (1971—1977). Композитор более пятисот произведений. Автор песен "Фрумоасес нунцилн н колхоз" исполнитель Н. Сулак," Леле Илянэ", "Кэнэцуе" — Тамара Чебан. "Мындрештете Молдовэ" - произведение для хора и оркестра, "Стругураш де пе колинэ " - М. Биешу, М. Стежару. Песни для детей - "Мулцумим пентру паче", "Андриеш".
Член Союза композиторов Молдавии. Народный артист Молдавской ССР, лауреат государственной премии МССР, кавалер ордена «Знак почета», "Ветеран труда", Почётный гражданин Кишинева. В его честь названа улица в Кишиневе.
Похоронен на Центральном кладбище Кишинёва.

## Избранные сочинения
- для хора с оркестром — "Кантата"
- для скрипки с оркестром — сюита;
- для гобоя с оркестром — фантазия «В родных просторах»;
- для оркестра народных инструментов — пьесы;
- для голоса с фортепиано — эстрадные, массовые, лирические, свадебные, детские песни;
- хоровые пьесы;
- симфонические произведения для оркестра народной музыки.

Песни Д. Георгицэ исполняли многие известные певцы и певицы СССР и Молдавии, в том числе Тамара Чебан, М. Биешу, Анжела Пэдурару, В. Савицкая, Н. Сулак, Ион Бас ,Мария  Стежару , Теодор Негарэ,  Михай Матиешу.